# 디팔
디팔 오토모빌 테크놀로지(영어: Deepal Automobile Technology, 중국어: 深蓝汽车, 병음: Shēnlán Qìchē, 직역: Deep Blue)는 창안 자동차가 소유하고 있는 전기자동차 제조 회사이다.

## 차종
디팔의 첫 번째 모델인 SL03(코드명 C385)은 2022년에 출시되었다. 현행 모델은 EPA0, EPA1, EPA2로 구분된 창안 EPA NEV 플랫폼을 사용하였다. 5대의 초기 모델이 출시될 예정이며, 1대는 EPA0 기반이고 4대는 EPA1 기반이다.

### 현재 생산 차종
- 디팔 SL03/L07 (202년~현재),  미드 사이즈 세단, BEV/REEV
- 디팔 S7/S07 (2023년~현재), 미드 사이즈 SUV, BEV/REEV
- 디팔 S05 (예정), 컴팩트 SUV, BEV/REEV
- 디팔 G318 (2023년~현재), 미드 사이즈 SUV, REEV

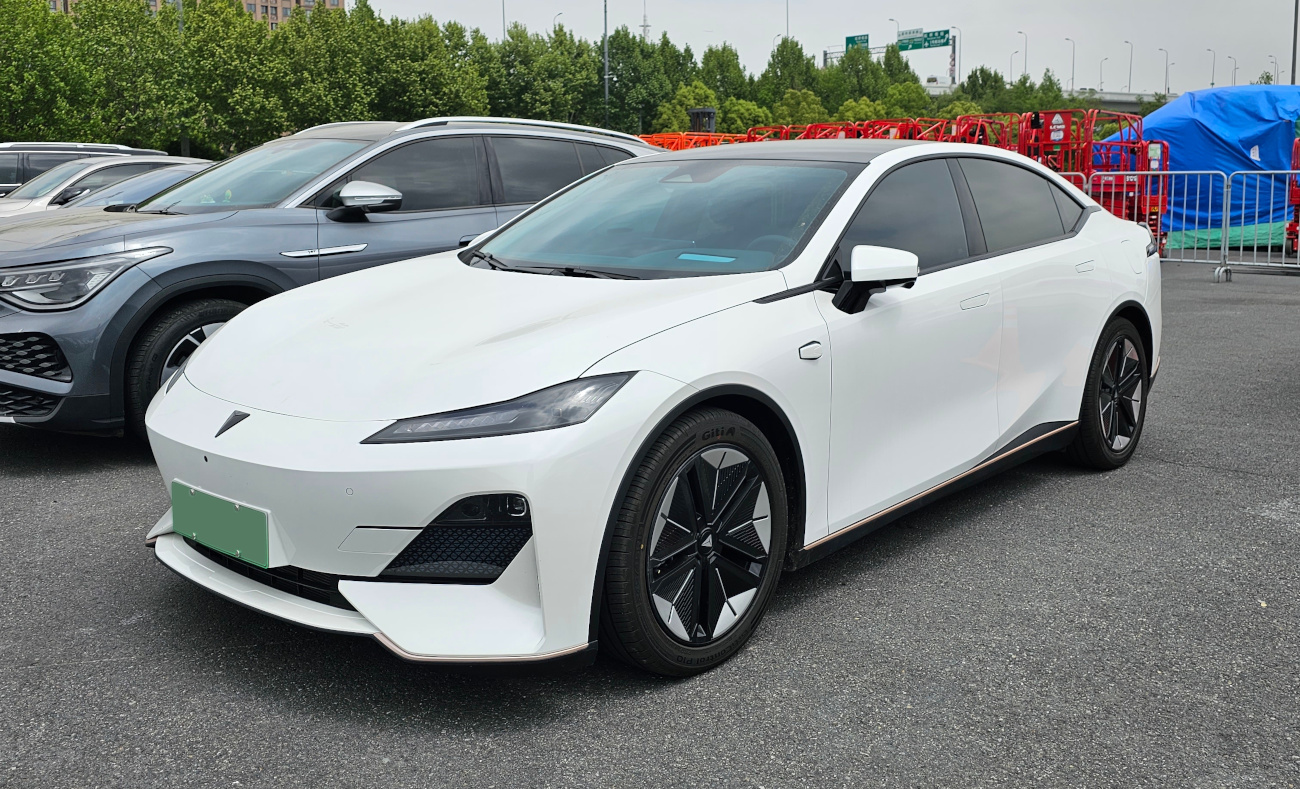
디팔 SL03
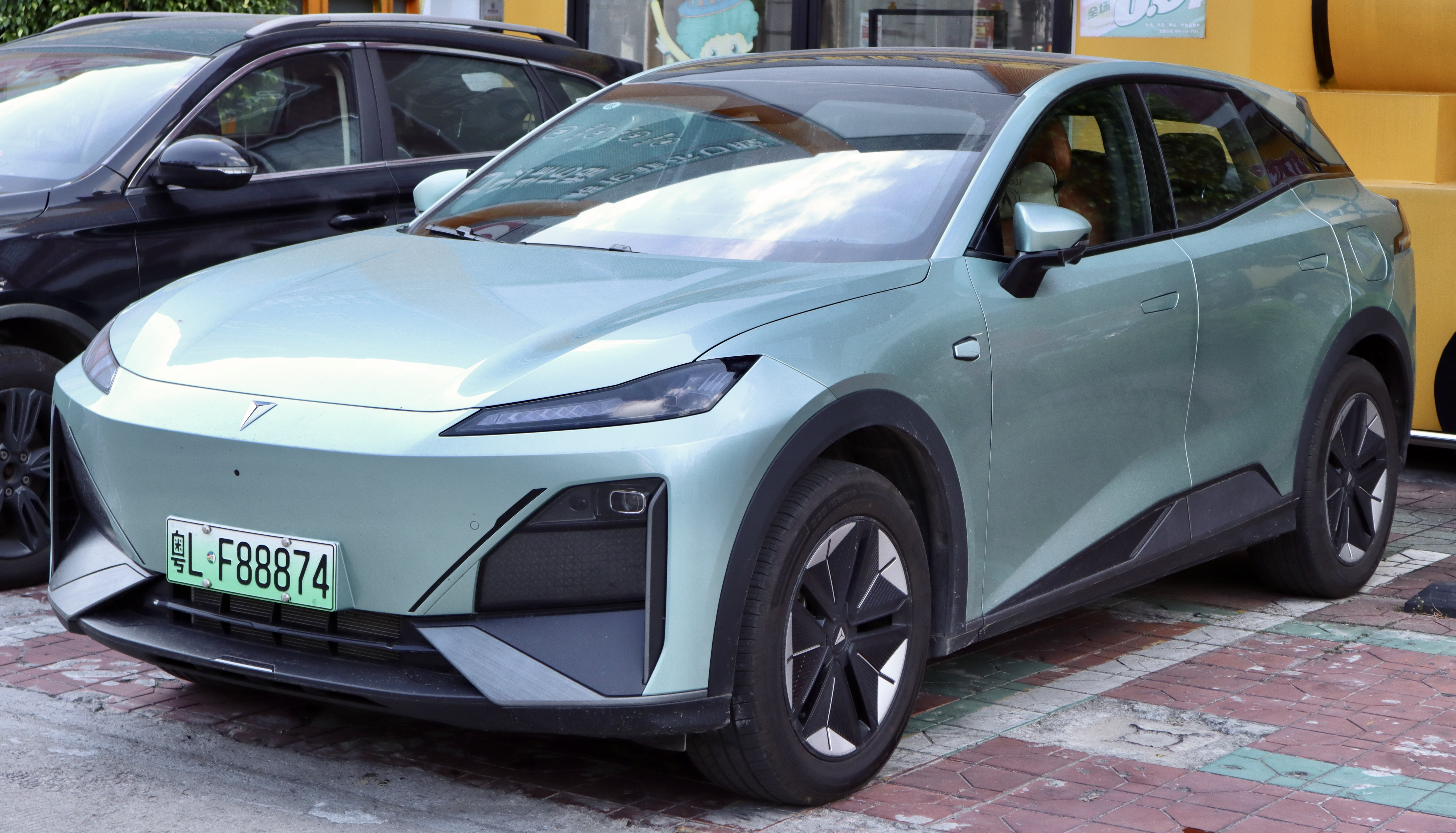
디팔 S7
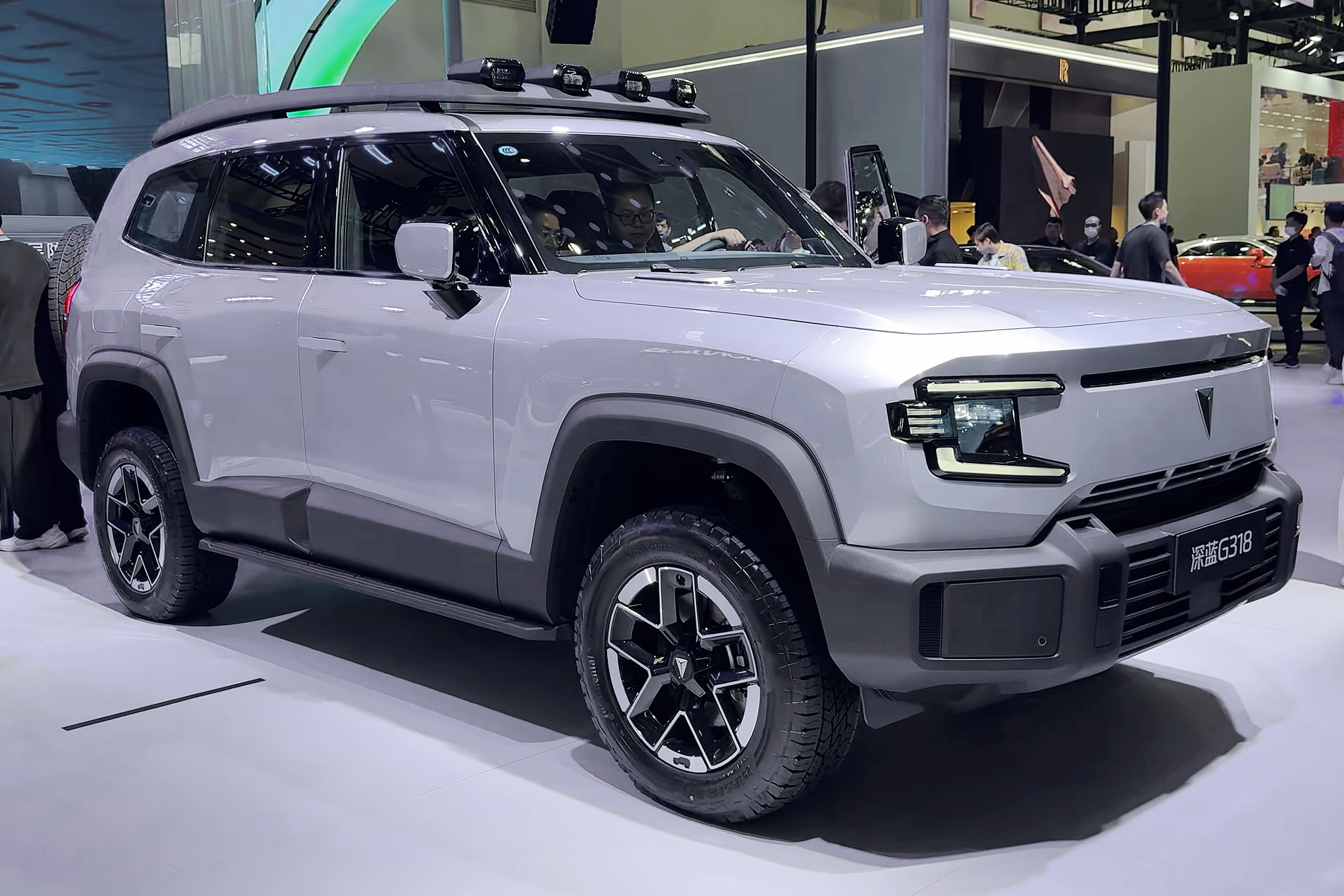
디팔 G318

## 생산대수
| 년도   | 모델명 | 모델명 | 합계    |
| 년도   | SL03   | S7     | 합계    |
| ------ | ------ | ------ | ------- |
| 2022년 | 33,354 |        | 33,354  |
| 2023년 | 68,069 | 60,796 | 128,865 |

## 같이 보기
- 중국의 자동차 제조업체 및 브랜드(영어판)
- 중국의 자동차 제조업체 목록(영어판)